# Okręty podwodne typu 210
Okręty podwodne typu 210 – opracowane i wybudowane w Niemczech okręty podwodne dla norweskiej marynarki wojennej, w służbie której noszą nazwę jednostek typu Ula. Sześć jednostek zbudowanych w stoczni Nordseewerke według projektu IKL, wyposażonych zostało w usterzenie rufowe konfiguracji "X". Mimo borykania się jednostek tego typu z wieloma problemami technicznymi, okręty te wciąż pozostają na służbie.